# Trichomyia biuncata
Trichomyia biuncata är en tvåvingeart som beskrevs av Duckhouse 1978. Trichomyia biuncata ingår i släktet Trichomyia och familjen fjärilsmyggor. Inga underarter finns listade i Catalogue of Life.